# Paportno
Paportno – nieistniejąca wieś, znajdująca się w województwie podkarpackim, w powiecie przemyskim, w gminie Fredropol, obecnie w obszarze miejscowości Paportno-Sopotnik.
Po wsi zachowało się cerkwisko i cmentarz w Paportnie.
Jeszcze w 1971 roku wymieniana jako odrębna gromada względem Sopotnika.

## Historia
Szlachecka wieś prywatna własność Herburtów położona była na przełomie XVI i XVII wieku w powiecie przemyskim ziemi przemyskiej województwa ruskiego.
W II Rzeczypospolitej w woj. lwowskim (powiat dobromilski, gmina Dobromil). Tam 27 września 1934 weszło w skład gromady o nazwie Paportno w gminie Dobromil, składającej się z wsi Paportno i Zahorbuń.
Podczas II wojny światowej gromadę Paportno włączono do Generalnego Gubernatorstwa (dystrykt krakowski, Landkreis Przemysl). Gromada Paportno w 1943 roku liczyła 1011 mieszkańców i była drugą (z 13) pod względem wielkości gromadą gminy Dobromil. Mieszkańcy wsi w latach 1945–1946 zostali wysiedleni do ZSRR.
Po wojnie wieś włączona do ZSRR, gdzie weszła w skład rejonu dobromilskiego w obwodzie drohobyckim, tworząc radę wiejską Paportno (Папортнeнська сільська рада).
W maju 1948, w związku z korektą granicy państwową między Polską a ZSRR, wieś włączono częściowo z powrotem do Polski (przecięła ją nowa granica). Z Paportna wysiedlono łącznie 632 osoby (127 rodzin). Część wsi Paportno, która pozostała w ZSRR, włączono do rady wiejskiej Kropiwnik, po czym radę wiejską Paportno zniesiono.
Natomiast część polską Paportna włączono jako nowa gromada do gminy Rybotycze w powiecie przemyskim w nowo utworzonym województwie rzeszowskim
1 lipca 1952 Paportno stanowiło jedną z 13 gromad gminy Rybotycze.
W związku z reformą znoszącą gminy jesienią 1954 roku, Paportno włączono do nowo utworzonej gromady Nowosiółki Dydyńskie, a po jej zniesieniu 1 stycznia 1969 – do nowo utworzonej gromady Huwniki, która przetrwała do końca 1972 roku, czyli do kolejnej reformy gminnej.
Od końca lat 60. XX wieku wieś znajdowała się na terenie „państwa arłamowskiego”.
1 stycznia 1973 w nowo utworzonej gminie Fredropol. W latach 1975–1998 należała administracyjnie do województwa przemyskiego.